# 김용곡
김용곡(金龍谷, ? ~ ?)은 일제강점기 초기에 활동했던 불교 승려이다.

## 생애
1917년 경상남도 동래군 범어사의 명정학교 교장이었다. 그해 9월 일본 시찰을 위해 조직된 일본불교시찰단의 일원으로 일본을 방문한뒤, 12월에 곧바로 범어사 주지에 임명되었다. 그는 시찰을 마치고 돌아와서 《반도시론》 기자와의 인터뷰를 통해, 조선총독부의 데라우치 마사타케 총독이 조선 불교계의 은인이며 일본의 지배는 조선 시대 500년 동안 탄압받아온 불교 진흥의 기회라는 주장을 펼치기도 했다.
1918년에는 조선총독부가 설치한 불교 중앙기관인 삼십본산연합사무소에서 상치원을 맡았으며, 이듬해에는 위원장으로 승진했다. 삼십본산연합사무소 위원장으로 근무하는 동안 조선총독부와 돈독한 관계를 유지하면서 총독부 정책에 적극 협력할 것을 역설하였다.
특히 1919년 3·1 운동이 일어나자 이를 비하하는 내용의 〈경고법려(警告法侶)〉를 발표하였다. 삼십본산연합사무소 기관지인 《조선불교총고》에 실린 이 글에서 김용곡은 3·1 운동을 "국제 정세에 우매한 자들의 경거망동이자 소요 사건"으로 비하하면서, 이에 동조하는 자는 치안을 방해하고 풍기를 문란하게 하여 종교인의 본분을 잊고 있다고 비난하고 불자의 본분으로 돌아올 것을 촉구했다.
2008년 민족문제연구소가 정리한 민족문제연구소의 친일인명사전 수록예정자 명단과 2006년 친일반민족행위진상규명위원회가 발표한 친일반민족행위 106인 명단 중 종교 부문에 선정되었다.

## 같이 보기
- 범어사
- 삼십본산연합사무소

## 참고자료
- 친일반민족행위진상규명위원회 (2006년 12월). 〈김용곡〉 (PDF). 《2006년도 조사보고서 II - 친일반민족행위결정이유서》. 서울. 864~868쪽쪽. 발간등록번호 11-1560010-0000002-10. [깨진 링크(과거 내용 찾기)]
- 임혜봉 (2005년 3월 1일). 〈김용곡 : 3·1운동에 역류한 친일 성향의 30대본산연합사무소 위원장〉. 《친일 승려 108인》. 서울: 청년사. 101~109쪽쪽. ISBN 978-89-7278-384-8.